# Панграма
Пангра́ма — фраза, вислів або текст в якому присутні всі літери абетки. Як правило, панграми використовуються для перевірки вигляду гарнітури, правильності передачі повідомлень та друкарських приладів.
Найцікавішим є складання панграм із найменшої кількості слів. Протилежним до панграми поняттям є ліпограма.

## Панграми української абетки

### Панграми з апострофом
Хоча апостроф є нелітерним орфографічним знаком, його іноді включають до абетки. Автори панграм української абетки, намагаються включати до них слова, що містять апостроф. Наприклад:
- «Щастям б'єш жук їх глицю в фон й ґедзь пріч.» (34 знаки; тут і далі рахуються лише літери та апостроф)
- «Факт ґринджол: бій псюг вщух, з'їм шче яєць.» (34 знаки) (слово «шче» неграматичне)
- «З'їв аґрусу — та ягода цілюща б'є жах інфекцій шипучим „ь“.» (46 знаків)[1].
- «Фабрикуймо гідність, лящім їжею, ґав хапаймо, з'єднавці чаш!» (49 знаків)
- «Юнкерський джинґл, що при безхліб'ї чує фашист, це ловця гімн.» (50 знаків)
- «Хвацький юшковар Філіп щодня на ґанку готує сім'ї вечерю з жаб.» (52 знаки) (Yeugenius)
- «В Бахчисараї фельд'єґер зумів одягнути ящірці жовтий капюшон!» (53 знаки)
- «На подушечці форми любої є й ґудзик, щоб пір'я геть жовте сховати.» (53 знаки) (Ярослав Кохан)[2][3]
- «Щурячий бугай із їжаком-харцизом в'ючись підписали ґешефт у єнах.» (55 знаків) (Yeugenius)
- «Грішний джиґіт, що хотів у Францію, позбувався цієї думки з'їдаючи трюфель.» (62 знаки)[4].
- «Десь чув, що той фраєр привіз їхньому царю грильяж та класну шубу з пір'я ґави.» (62 знаки).
- «Жебракують філософи при ґанку церкви в Гадячі, ще й шатро їхнє п'яне знаємо.» (62 знаки) (Ярослав Кохан)[5][2][3]
- «Протягом цієї п'ятирічки в ґрунт було висаджено гарбуз, шпинат та цілющий фенхель.» (70 знаків)

### Панграми без апострофа
Оскільки апостроф є нелітерним орфографічним знаком, його зазвичай не включають до української абетки. Тому панграми української абетки можуть не містити апострофа. Наприклад:
- «Глянь (!): що ж є шрифт, цей „спазм“ — ґід букв? Юч їх.» (34 літери) Назар Гончар (Назар Гончар)
- «Чуєш їх, доцю, га? Кумедна ж ти, прощайся без ґольфів!» (40 літер)
- «Єхидна, ґава, їжак ще й шиплячі плазуни бігцем форсують Янцзи.» (50 літер) (behemot 2006-07-02)
- «У ґазди є ж бо гевеї, які шиють прості килими, наче хащі фацелій.» (50 літер) (Google Docs)
- «Гей, хлопці, не вспію — на ґанку ваша файна їжа знищується бурундучком.» (56 літер) (Andriy Rysin at linux.org.ua)[6]

### Панграми без літери «ґ»
Українська абетка не завжди містила літеру «ґ». Приклади панграм такої абетки:
- «Їхав єдиний москаль. Чув, що віз царю жезл, п'ять шуб і гофр.» (46 знаків) (Ніна Остафійчук[недоступне посилання])
- «Безпігментний шлейф інжектора здається очищався від корозії в Цюриху.» (60 літер) (AOstaf)

### Віршована панграма
Віршовану панграму, так звану панграму-пантограму знаходимо у Володимира Книра:
Чиж цей, голуб, в'юрок, (на фіґ — їх!), їм, що ліпш є, здаються.
Чи ж це й голуб-в'юрок, нафіґ, їх їм, що ліпш є, здаються? (83 знаки, з розділовими знаками — 99)
«Щастя,  лишенько ж твоє, мов зачмелене цабе їдко ф'юкне, ґрече хрусне, з гіркотою піде й лусне.» (ГалинаМирослава) (73 знаки разом з апострофом, з комами і крапкою — 78)

## Панграми іншими мовами

### Азербайджанська
- Zəfər, jaketini də, papağını da götür, bu axşam hava çox soyuq olacaq (Зафар, бери і жакет, і кепку, ввечері буде дуже холодна погода)

### Англійська
- The quick brown fox jumps over the lazy dog (Швидка бура лисиця перестрибує через лінивого пса)
- Jackdaws love my big sphinx of quartz (Граки люблять мого великого кварцяного сфінкса)
- The five boxing wizards jump quickly (П'ять боксерських чарівників швидко стрибають)

### Баскська
- Permin gox dabiltzu yoskiñ.
- Bungalow, cava, ferry, ñu, puma, quad eta xah hitzak jaso ditu.

### Білоруська
- У Іўі худы жвавы чорт у зялёнай камізэльцы пабег пад'есці фаршу з юшкай

- Я жорстка заб'ю проста ў сэрца гэты расквечаны профіль, што ходзіць ля маёй хаты

- У рудога вераб'я ў сховішчы пад фатэлем ляжаць нейкія гаючыя зёлкі

### Болгарська
- Ах, чудна българска земьо, полюшвай цъфтящи жита

### Вірменська
- Բել դղյակի ձախ ժամն օֆ ազգությանը ցպահանջ չճշտած վնաս էր եւ փառք

### Грецька
- Τάχιστη αλώπηξ βαφής ψημένη γη, δρασκελίζει υπέρ νωθρού κυνός
- Γαζίες καὶ μυρτιὲς δὲν θὰ βρῶ πιὰ στὸ χρυσαφὶ ξέφωτο
- Ξεσκεπάζω τὴν ψυχοφθόρα βδελυγμία
- Ζαφείρι δέξου πάγκαλο, βαθῶν ψυχῆς τὸ σῆμα

### Есперанто
- Laŭ Ludoviko Zamenhof bongustas freŝa ĉeĥa manĝaĵo kun spicoj
- Gajecvoĉa fuŝmuĝaĵo de knabĥoro haltpaŭzis

### Ірландська
- Chuaigh bé mhórshách le dlúthspád fíorfhinn trí hata mo dhea-phorcáin bhig

### Іспанська
- Quiere la boca exhausta vid, kiwi, piña y fugaz jamón
- Fabio me exige, sin tapujos, que añada cerveza al whisky
- El veloz murciélago hindú comía feliz cardillo y kiwi

### Італійська
- Pranzo d'acqua fa volti sghembi
- Quel fez sghembo copre davanti
- Pochi sforzan quel gambo di vite
- Qualche vago ione tipo zolfo, bromo, sodio
- Quel vituperabile xenofobo zelante assaggia il whisky ed esclama: alleluja (італійський алфавіт не містить літер латинського алфавіту j, k, w, x, y, проте вони можуть бути присутніми в запозичених словах, панграма для цього випадку)

### Корейська
- 키스의 고유조건은 입술끼리 만나야 하고 특별한 기술은 필요치 않다

### Латина
- Gaza frequens Lybicum duxit Karthago triumphum

### Латиська
- Glāžšķūņa rūķīši dzērumā čiepj Baha koncertflīģeļu vākus
- Ķieģeļu cepējs Edgars Buls fraku un hūti žāvē uz čīkstošām eņģēm
- Četri psihi faķīri vēlu vakarā zāģēja guļbūvei durvis, fonā šņācot mežam

### Ложбан
- .o'i mu xagji sofybakni cu zvati le purdi

### Німецька
- Zwei Boxkämpfer jagen Eva quer durch Sylt
- Mylord Schwejk quizt Express ab Ravigsfen
- Franz jagt im komplett verwahrlosten Taxi quer durch Bayern

### Польська
- Pchnąć w tę łódź jeża lub ośm skrzyń fig
- Pójdźże, kiń tę chmurność w głąb flaszy!
- Mężny bądź, chroń pułk twój i sześć flag
- Stróż pchnął kość w quiz gędźb vel fax myjń (усі літери)

### Португальська
- Bancos fúteis pagavam-lhe queijo, whisky e xadrez
- À noite, vovô Kowalsky vê o ímã cair no pé do pinguim queixoso e vovó põe açúcar no chá de tâmaras do jabuti feliz

### Французька
- Portez ce vieux whisky au juge blond qui fume (Віднесіть цей старий віскі судді-блондину, який курить)
- Jugez vite faux Whisky Blond parmi cinq (Швидко визначте підробку світлого віскі серед п'яти)
- Voyez le brick géant que j'examine près du wharf (Подивіться на гігантський бриг, який я оглядаю біля причалу)

### Чеська
- Příliš žluťoučký kůň úpěl ďábelské ódy

### Японська
- いろはにほへと ちりぬるを わかよたれそ つねならむ うゐのおくやま けふこえて あさきゆめみし ゑひもせす (повний текст вірша «Іроха»)